# 아이다 터투로
아이다 터투로(Aida Turturro, 1962년 9월 25일 ~ )는 미국의 배우이다.
미국 남자 배우들인 존 터투로와 니컬러스 터투로 형제와 사촌지간이다. 존 터투로가 친사촌 오빠이며 니컬러스 터투로와는 동갑이다.

## 출연 목록
- 《맨해튼 미스터리》 (1993)